# Tornei di tennis femminili nel 1965
Prima della nascita del WTA Tour, ossia l'apertura alle tenniste professioniste dei tornei che prima di quell'anno erano riservati alle tenniste dilettanti, tutti gli eventi più importanti erano amatoriali, tra questi c'erano i tornei del Grande Slam: gli Australian Championships, gli Internazionali di Francia, il Torneo di Wimbledon e gli U.S. National Championships.

## Gennaio
| Settimana  | Torneo                                                                                   | Vincitore                                                     | Finalista                                      | Semifinalisti | Eliminati ai quarti |
| ---------- | ---------------------------------------------------------------------------------------- | ------------------------------------------------------------- | ---------------------------------------------- | ------------- | ------------------- |
| 1º gennaio | South Australasian Championships 1965 Adelaide, Australia Erba Singolare - Doppio        | Gail Sherriff Chanfreau Lovera 2-6 6-4 6-1                    | Billie Jean King                               |               |                     |
| 1º gennaio | South Australasian Championships 1965 Adelaide, Australia Erba Singolare - Doppio        | Robyn Ebbern Billie Jean King 6-1 6-2                         | Gail Sherriff Chanfreau Lovera Carol Sherriff  |               |                     |
| 1º gennaio | Faulcombridge Trophy 1965 Valencia, Spagna Terra rossa Singolare - Doppio                | Julie Heldman 6-3 1-6 6-2                                     | Maria-Carmen Coronado                          |               |                     |
| 1º gennaio | Faulcombridge Trophy 1965 Valencia, Spagna Terra rossa Singolare - Doppio                | Julie Heldman Mary Habicht 6-3 6-2                            | Cajigal Maria-Carmen Coronado                  |               |                     |
| 2 gennaio  | Eastern Province Championships 1965 Port Elizabeth, Sudafrica Cemento Singolare - Doppio | Christine Truman 6-3 6-3                                      | Françoise Dürr                                 |               |                     |
| 2 gennaio  | Eastern Province Championships 1965 Port Elizabeth, Sudafrica Cemento Singolare - Doppio | Françoise Dürr Jeanine Lieffrig 6-1 7-5                       | Heather Brewer-Segal Christine Truman          |               |                     |
| 3 gennaio  | Sydney Manly Seaside Championships 1965 Sydney, Australia Erba Singolare - Doppio        | Jill Blackman 4-6 6-4 6-4                                     | Joan Gibson                                    |               |                     |
| 3 gennaio  | Sydney Manly Seaside Championships 1965 Sydney, Australia Erba Singolare - Doppio        |                                                               |                                                |               |                     |
| 3 gennaio  | Asian Championships 1965 Calcutta, India Singolare - Doppio                              | Nirupama Vasant 6-2 6-4                                       | Lakshmi Mahadevan                              |               |                     |
| 3 gennaio  | Asian Championships 1965 Calcutta, India Singolare - Doppio                              | Mrs S. Schlumberger Rita Suriya 6-2 6-4                       | Leela Punjabi Nirupama Vasant                  |               |                     |
| 3 gennaio  | Asian Championships 1965 Calcutta, India Singolare - Doppio                              | Doppio misto: Bob Hewitt Delaille Nicholas Hewitt 4-6 7-5 6-2 | Ravi Vankatesan Lakshmi Mahadevan              |               |                     |
| 9 gennaio  | Border Championships 1965 East London, Sudafrica Cemento Singolare - Doppio              | Françoise Dürr 1-6 6-1 9-7                                    | Ingrid Frohling                                |               |                     |
| 9 gennaio  | Border Championships 1965 East London, Sudafrica Cemento Singolare - Doppio              | Françoise Dürr Jeanine Lieffrig 7-5 6-2                       | Esme Emanuel Patricia Walkden-Pretorius        |               |                     |
| 10 gennaio | Florida State Championships 1965 Orlando, USA Terra rossa Singolare - Doppio             | Gertrudia Groenman-Walhof 6-3 6-0                             | Nancy Corse-Reed                               |               |                     |
| 10 gennaio | Florida State Championships 1965 Orlando, USA Terra rossa Singolare - Doppio             | Elly Krocke Betty Stöve 6-4 5-7 6-2                           | Gertrudia Groenman-Walhof Maria Eugenia Guzman |               |                     |
| 11 gennaio | New Zealand Championships 1965 Christchurch, Nuova Zelanda Erba Singolare - Doppio       | Ruia Morrison-Davy 5-7 6-2 6-1                                | Rita Bentley                                   |               |                     |
| 11 gennaio | New Zealand Championships 1965 Christchurch, Nuova Zelanda Erba Singolare - Doppio       | Ruia Morrison-Davy Stephen 3-6 6-3 6-1                        | Ethne Green Mitchell Elizabeth Terry           |               |                     |
| 11 gennaio | Western Australian Championships 1965 Perth, Australia Erba Singolare - Doppio           | Margaret Smith-Court 6-1 6-1                                  | Robyn Ebbern                                   |               |                     |
| 11 gennaio | Western Australian Championships 1965 Perth, Australia Erba Singolare - Doppio           | Helen Plaisted Margaret Smith-Court 7-5 6-4                   | Robyn Ebbern Dorothy Whitely                   |               |                     |
| 15 gennaio | Auckland Championships 1965 Auckland, Nuova Zelanda Erba Singolare - Doppio              | Rita Bentley 6-2 6-2                                          | Stephan                                        |               |                     |
| 15 gennaio | Auckland Championships 1965 Auckland, Nuova Zelanda Erba Singolare - Doppio              | Betty Holstein Marchant 6-4 6-2                               | Rita Bentley Stephan                           |               |                     |
| 17 gennaio | Tasmanian Championships 1965 Hobart, Australia Erba Singolare - Doppio                   | Helen Gourlay-Cawley 6-3 1-6 7-5                              | Gail Sherriff Chanfreau Lovera                 |               |                     |
| 17 gennaio | Tasmanian Championships 1965 Hobart, Australia Erba Singolare - Doppio                   |                                                               |                                                |               |                     |
| 17 gennaio | South Florida Championships 1965 West Palm Beach, USA Terra rossa Singolare - Doppio     | Betty Stöve 6-4 6-4                                           | Gertrudia Groenman-Walhof                      |               |                     |
| 17 gennaio | South Florida Championships 1965 West Palm Beach, USA Terra rossa Singolare - Doppio     |                                                               |                                                |               |                     |
| 24 gennaio | City of Miami Championships 1965 Miami, USA Terra rossa Singolare - Doppio               | Betty Stöve 6-3 6-2                                           | Gertrudia Groenman-Walhof                      |               |                     |
| 24 gennaio | City of Miami Championships 1965 Miami, USA Terra rossa Singolare - Doppio               |                                                               |                                                |               |                     |
| 31 gennaio | Austin Smith Championships 1965 Fort Lauderdale, USA Terra rossa Singolare - Doppio      | Gertrudia Groenman-Walhof 6-4 6-3                             | Elly Krocke                                    |               |                     |
| 31 gennaio | Austin Smith Championships 1965 Fort Lauderdale, USA Terra rossa Singolare - Doppio      | Gertrudia Groenman-Walhof Elly Krocke 6-3 6-2                 | Betty Stöve Alice Luthy-Tym                    |               |                     |
| 31 gennaio | Desert Invitational 1965 La Quinta, USA Cemento Singolare - Doppio                       | Tory-Ann Fretz 3-6 6-4 6-2                                    | Mimi Arnold                                    |               |                     |
| 31 gennaio | Desert Invitational 1965 La Quinta, USA Cemento Singolare - Doppio                       |                                                               |                                                |               |                     |

## Febbraio
| Settimana   | Torneo                                                                                            | Vincitore                                                    | Finalista                                   | Semifinalisti | Eliminati ai quarti |
| ----------- | ------------------------------------------------------------------------------------------------- | ------------------------------------------------------------ | ------------------------------------------- | ------------- | ------------------- |
| 1º febbraio | Australian Championships 1965 Melbourne, Australia Erba Singolare - Doppio                        | Margaret Smith-Court 5-7 6-4 5-2 ritiro                      | Maria Esther Bueno                          |               |                     |
| 1º febbraio | Australian Championships 1965 Melbourne, Australia Erba Singolare - Doppio                        | Margaret Smith-Court Lesley Turner Bowrey 1-6 6-2 6-3        | Robyn Ebbern Billie Jean King               |               |                     |
| 1º febbraio | Natal Championships 1965 Durban, Sudafrica Cemento Singolare - Doppio                             | Ingrid Frohling 1-6 6-0 6-4                                  | Heather Brewer-Segal                        |               |                     |
| 1º febbraio | Natal Championships 1965 Durban, Sudafrica Cemento Singolare - Doppio                             | Glenda Swan Patricia Walkden-Pretorius 7-9 8-6 6-3           | Ingrid Frohling Maryna Godwin Proctor       |               |                     |
| 4 febbraio  | Auckland International Wills 1965 Auckland, Nuova Zelanda Erba Singolare - Doppio                 | Rita Bentley 6-4 6-3                                         | Jill Blackman                               |               |                     |
| 4 febbraio  | Auckland International Wills 1965 Auckland, Nuova Zelanda Erba Singolare - Doppio                 | Jill Blackman Judy Tegart-Dalton 9-7 7-9 6-1                 | Ruia Morrison-Davy Stephan                  |               |                     |
| 4 febbraio  | Eastern Transvaal Championships 1965 Benoni, Sudafrica Cemento Singolare - Doppio                 | Sandra Reynolds-Price titolo condiviso (sospesa per pioggia) | Carole Rosser-Matheson                      |               |                     |
| 4 febbraio  | Eastern Transvaal Championships 1965 Benoni, Sudafrica Cemento Singolare - Doppio                 |                                                              |                                             |               |                     |
| 6 febbraio  | Northern Transvaal Championships 1965 Pretoria, Sudafrica Cemento Singolare - Doppio              | Françoise Dürr 6-4 3-6 6-4                                   | Christine Truman                            |               |                     |
| 6 febbraio  | Northern Transvaal Championships 1965 Pretoria, Sudafrica Cemento Singolare - Doppio              | Christine Truman Bernice Carr-Vukovich 2-6 6-1 6-4           | Sandra Reynolds-Price Heather Brewer-Segal  |               |                     |
| 7 febbraio  | Dallas Indoor 1965 Dallas, USA Campo indoor Singolare - Doppio                                    | Carol Hanks-Aucamp 6-3 6-2                                   | Mary-Ann Eisel Curtis                       |               |                     |
| 7 febbraio  | Dallas Indoor 1965 Dallas, USA Campo indoor Singolare - Doppio                                    |                                                              |                                             |               |                     |
| 8 febbraio  | Scandanavian Covered Court Championships 1965 Helsinki, Finlandia Campo indoor Singolare - Doppio | Elizabeth Starkie 6-2 1-6 6-3                                | Anna Dmitrieva Tolstoy                      |               |                     |
| 8 febbraio  | Scandanavian Covered Court Championships 1965 Helsinki, Finlandia Campo indoor Singolare - Doppio | Anna Dmitrieva Tolstoy Gudrun Rosin 6-0 6-4                  | Robin Blakelock-Lloyd Elizabeth Starkie     |               |                     |
| 8 febbraio  | Nice Lawn Tennis Club Championships 1965 Nizza, Francia Terra rossa Singolare - Doppio            | Jacqueline Rees-Lewis Vives 6-0 6-0                          | Winnie Shaw                                 |               |                     |
| 8 febbraio  | Nice Lawn Tennis Club Championships 1965 Nizza, Francia Terra rossa Singolare - Doppio            | Claudine Casa Nicole Filipone 6-2 6-4                        | Vivienne Dennis Stephanie Percival          |               |                     |
| 11 febbraio | Canterbury Championships 1965 Auckland, Nuova Zelanda Erba Singolare - Doppio                     | Rita Bentley 6-2 1-6 6-2                                     | Rosa Maria Reyes Darmon                     |               |                     |
| 11 febbraio | Canterbury Championships 1965 Auckland, Nuova Zelanda Erba Singolare - Doppio                     | Rita Bentley Rosa Maria Reyes Darmon 6-2 4-6 6-4             | Ruia Morrison-Davy Heide Schildeknecht-Orth |               |                     |
| 12 febbraio | San Francisco Golden Gate Tournament 1965 San Francisco, USA Cemento Singolare - Doppio           | Rosie Casals 6-2 6-4                                         | van der Meer                                |               |                     |
| 12 febbraio | San Francisco Golden Gate Tournament 1965 San Francisco, USA Cemento Singolare - Doppio           |                                                              |                                             |               |                     |
| 13 febbraio | German Covered Court Championships 1965 Colonia, Germania Campo indoor Singolare - Doppio         | Elizabeth Starkie 6-3 6-4                                    | Ann Haydon Jones                            |               |                     |
| 13 febbraio | German Covered Court Championships 1965 Colonia, Germania Campo indoor Singolare - Doppio         | Elizabeth Starkie Ann Haydon Jones 8-6 6-1                   | Christiane Mercelis Fay Toyne-Moore         |               |                     |
| 13 febbraio | Torneo di Monte Carlo 1965 Monte Carlo, Monte Carlo Terra rossa Singolare - Doppio                | Vivienne Dennis 6-1 6-2                                      | G. Busg                                     |               |                     |
| 13 febbraio | Torneo di Monte Carlo 1965 Monte Carlo, Monte Carlo Terra rossa Singolare - Doppio                | Vivienne Dennis Stephanie Percival 8-6 8-6                   | Bush Howard                                 |               |                     |
| 14 febbraio | Philippines National Championships 1965 Manila, Filippine Singolare - Doppio                      | Desidera Ampon 9-7 6-2                                       | Francesca Gordigiani                        |               |                     |
| 14 febbraio | Philippines National Championships 1965 Manila, Filippine Singolare - Doppio                      |                                                              |                                             |               |                     |
| 21 febbraio | Torneo Montfleury 1965 Cannes, Francia Terra rossa Singolare - Doppio                             | Jacqueline Rees-Lewis Vives 6-2 6-1                          | Johanne Venturino                           |               |                     |
| 21 febbraio | Torneo Montfleury 1965 Cannes, Francia Terra rossa Singolare - Doppio                             |                                                              |                                             |               |                     |
| 21 febbraio | OFS Championships 1965 Bloemfontein, Sudafrica Cemento Singolare - Doppio                         | Annette Van Zyl 6-3 2-6 6-4                                  | Christine Truman                            |               |                     |
| 21 febbraio | OFS Championships 1965 Bloemfontein, Sudafrica Cemento Singolare - Doppio                         | Françoise Dürr Jeanine Lieffrig 6-2 7-5                      | Annette Van Zyl Christine Truman            |               |                     |
| 21 febbraio | French Covered Court Championships 1965 Parigi, Francia Campo indoor Singolare - Doppio           | Ann Haydon Jones 6-3 6-8 6-2                                 | Elizabeth Starkie                           |               |                     |
| 21 febbraio | French Covered Court Championships 1965 Parigi, Francia Campo indoor Singolare - Doppio           | Ann Haydon Jones Elizabeth Starkie 1-6 6-3 6-2               | Fay Toyne-Moore Williams                    |               |                     |
| 21 febbraio | New South Wales Hard Court Championships 1965 Wollongong, Australia Singolare - Doppio            | Lesley Turner Bowrey 6-4 6-2                                 | Gail Sherriff Chanfreau Lovera              |               |                     |
| 21 febbraio | New South Wales Hard Court Championships 1965 Wollongong, Australia Singolare - Doppio            |                                                              |                                             |               |                     |
| 28 febbraio | Gallia Club Championships 1965 Cannes, Francia Terra rossa Singolare - Doppio                     | Jacqueline Rees-Lewis Vives 6-1 6-3                          | Johanne Venturino                           |               |                     |
| 28 febbraio | Gallia Club Championships 1965 Cannes, Francia Terra rossa Singolare - Doppio                     |                                                              |                                             |               |                     |
| 28 febbraio | Dixie Championships 1965 Tampa, USA Terra rossa Singolare - Doppio                                | Tory-Ann Fretz 6-2 6-1                                       | Campbell                                    |               |                     |
| 28 febbraio | Dixie Championships 1965 Tampa, USA Terra rossa Singolare - Doppio                                | Gertrudia Groenman-Walhof Heide Schildeknecht-Orth 6-1 6-2   | Campbell Elena Subirats                     |               |                     |
| 28 febbraio | Dutch Covered Court Championships 1965 Zuidlaren, Paesi Bassi Campo indoor Singolare - Doppio     | Ann Haydon Jones 6-0 6-2                                     | Fay Toyne-Moore                             |               |                     |
| 28 febbraio | Dutch Covered Court Championships 1965 Zuidlaren, Paesi Bassi Campo indoor Singolare - Doppio     | Patricia McClenaughan-Faulkner Fay Toyne-Moore 6-4 2-6 8-6   | Ann Haydon Jones Virginia Wade              |               |                     |

## Marzo
| Settimana | Torneo | Vincitore                                                  | Finalista                                     | Semifinalisti | Eliminati ai quarti |
| --------- | --- | ---------------------------------------------------------- | --------------------------------------------- | ------------- | ------------------- |
| marzo     | US Indoors 1965 Boston, USA Campo indoor Singolare - Doppio                                                      | Nancy Richey 6-3 6-2                                       | Carol Hanks-Aucamp                            |               |                     |
| marzo     | US Indoors 1965 Boston, USA Campo indoor Singolare - Doppio                                                      | Carol Hanks-Aucamp Mary-Ann Eisel Curtis 9-7 4-6 6-2       | Nancy Richey Karen Hantze Susman              |               |                     |
| 1º marzo  | Perth Championships 1965 Perth, Australia Singolare - Doppio                                                     | Lesley Hunt 6-4 6-4                                        | Dorothy Whitely                               |               |                     |
| 1º marzo  | Perth Championships 1965 Perth, Australia Singolare - Doppio                                                     |                                                            |                                               |               |                     |
| 6 marzo   | South African Championships 1965 Johannesburg, Sudafrica Cemento Singolare - Doppio                              | Christine Truman 6-2 6-3                                   | Annette Van Zyl                               |               |                     |
| 6 marzo   | South African Championships 1965 Johannesburg, Sudafrica Cemento Singolare - Doppio                              | Sandra Reynolds-Price Christine Truman 6-3 6-2             | Heather Brewer-Segal Annette Van Zyl          |               |                     |
| 7 marzo   | Torneo di Cap D'Antibes 1965 Cap d'Antibes, Francia Terra rossa Singolare - Doppio                               | Johanne Venturino 6-2 6-3                                  | Mary Habicht                                  |               |                     |
| 7 marzo   | Torneo di Cap D'Antibes 1965 Cap d'Antibes, Francia Terra rossa Singolare - Doppio                               | Roberta Beltrame Mary Habicht 6-4 4-6 6-3                  | Robin Blakelock-Lloyd Winnie Shaw             |               |                     |
| 7 marzo   | Moscow International Indoor Championships 1965 Mosca, URSS Campo indoor Singolare - Doppio                       | Helga Schultze-Hösl 2-6 8-6 6-3                            | Tiiu Kivi                                     |               |                     |
| 7 marzo   | Moscow International Indoor Championships 1965 Mosca, URSS Campo indoor Singolare - Doppio                       | Galina Bakšeeva Anna Dmitrieva Tolstoy 6-4 7-9 6-2         | Helga Schultze-Hösl Vlasta Kodesova-Vopickova |               |                     |
| 7 marzo   | Queensland Bay Championships 1965 Redcliffe, Australia Singolare - Doppio                                        | Rosemary White 9-7 6-0                                     | Lexie Kenny                                   |               |                     |
| 7 marzo   | Queensland Bay Championships 1965 Redcliffe, Australia Singolare - Doppio                                        |                                                            |                                               |               |                     |
| 8 marzo   | Good Neighbor Tournament 1965 Miami, USA Terra rossa Singolare - Doppio                                          | Margaret Smith-Court 6-2 8-6                               | Lesley Turner Bowrey                          |               |                     |
| 8 marzo   | Good Neighbor Tournament 1965 Miami, USA Terra rossa Singolare - Doppio                                          | Margaret Smith-Court Lesley Turner Bowrey 6-2 8-6          | Farel Footman Tory Ann Fretz                  |               |                     |
| 11 marzo  | Curacao International 1965 Curaçao, Paesi Bassi Singolare - Doppio                                               | Gertrudia Groenman-Walhof 6-4 6-2                          | Elly Krocke                                   |               |                     |
| 11 marzo  | Curacao International 1965 Curaçao, Paesi Bassi Singolare - Doppio                                               |                                                            |                                               |               |                     |
| 14 marzo  | Colombia International 1965 Barranquilla, Colombia Terra rossa Singolare - Doppio                                | Lesley Turner Bowrey 1-6 6-4 6-4                           | Margaret Smith-Court                          |               |                     |
| 14 marzo  | Colombia International 1965 Barranquilla, Colombia Terra rossa Singolare - Doppio                                | Lesley Turner Bowrey Margaret Smith-Court 6-3 6-3          | Elly Krocke Heide Schildeknecht-Orth          |               |                     |
| 14 marzo  | Egyptian International Cairo Championships 1965 Il Cairo, Egitto Terra rossa Singolare - Doppio                  | Gail Sherriff Chanfreau Lovera 6-4 6-1                     | Jacqueline Rees-Lewis Vives                   |               |                     |
| 14 marzo  | Egyptian International Cairo Championships 1965 Il Cairo, Egitto Terra rossa Singolare - Doppio                  | Madonna Schacht Gail Sherriff Chanfreau Lovera 6-1 6-4     | Jill Blackman Elizabeth Starkie               |               |                     |
| 14 marzo  | Carlton Club Championships 1965 Cannes, Francia Terra rossa Singolare - Doppio                                   | Robin Blakelock-Lloyd 6-1 5-7 6-3                          | Evelyne Terras                                |               |                     |
| 14 marzo  | Carlton Club Championships 1965 Cannes, Francia Terra rossa Singolare - Doppio                                   | Dorothy Knode-Head Taylor 1-6 9-7 (sospesa per pioggia)    | Aguirre Roberta Beltrame                      |               |                     |
| 21 marzo  | Redwood Invitation 1965 Redwood City, USA Cemento Singolare - Doppio                                             | Rosie Casals 4-6 6-4 6-0                                   | Gagel                                         |               |                     |
| 21 marzo  | Redwood Invitation 1965 Redwood City, USA Cemento Singolare - Doppio                                             |                                                            |                                               |               |                     |
| 21 marzo  | Egyptian International Alexandria Championships 1965 Alessandria d'Egitto, Egitto Terra rossa Singolare - Doppio | Madonna Schacht 6-3 2-6 7-5                                | Gail Sherriff Chanfreau Lovera                |               |                     |
| 21 marzo  | Egyptian International Alexandria Championships 1965 Alessandria d'Egitto, Egitto Terra rossa Singolare - Doppio |                                                            |                                               |               |                     |
| 21 marzo  | Torneo di Beaulieu 1965 Cannes, Francia Terra rossa Singolare - Doppio                                           | Robin Blakelock-Lloyd 6-4 6-2                              | Roberta Beltrame                              |               |                     |
| 21 marzo  | Torneo di Beaulieu 1965 Cannes, Francia Terra rossa Singolare - Doppio                                           | Almut Sturm Langanay                                       | Roberta Beltrame Perna                        |               |                     |
| 21 marzo  | Trinidad International 1965 Trinidad, Trinidad e Tobago Terra rossa Singolare - Doppio                           | Lesley Turner Bowrey 7-5 6-2                               | Françoise Dürr                                |               |                     |
| 21 marzo  | Trinidad International 1965 Trinidad, Trinidad e Tobago Terra rossa Singolare - Doppio                           | Margaret Smith-Court Lesley Turner Bowrey 6-3 6-4          | Norma Baylon Françoise Dürr                   |               |                     |
| 28 marzo  | Caracas Altamira International 1965 Caracas, Venezuela Cemento Singolare - Doppio                                | Margaret Smith-Court 4-6 6-2 7-5                           | Lesley Turner Bowrey                          |               |                     |
| 28 marzo  | Caracas Altamira International 1965 Caracas, Venezuela Cemento Singolare - Doppio                                | Margaret Smith-Court Lesley Turner Bowrey 2-6 6-0 6-1      | Norma Baylon Françoise Dürr                   |               |                     |
| 28 marzo  | Riviera Championships 1965 Mentone, Francia Terra rossa Singolare - Doppio                                       | Gail Sherriff Chanfreau Lovera 6-4 4-6 6-2                 | Virginia Wade                                 |               |                     |
| 28 marzo  | Riviera Championships 1965 Mentone, Francia Terra rossa Singolare - Doppio                                       | Patricia McClenaughan-Faulkner Fay Toyne-Moore 3-6 6-2 6-2 | Winnie Shaw Williams                          |               |                     |
| 28 marzo  | Thunderbird Classic 1965 Phoenix, USA Cemento Singolare - Doppio                                                 | Justina Bricka-Horwitz 6-2 6-4                             | Julie Albert                                  |               |                     |
| 28 marzo  | Thunderbird Classic 1965 Phoenix, USA Cemento Singolare - Doppio                                                 |                                                            |                                               |               |                     |
| 28 marzo  | Torneo di Wynnum 1965 Wynnum, Australia Singolare - Doppio                                                       | R. Gibson 6-2 6-1                                          | Lexie Kenny                                   |               |                     |
| 28 marzo  | Torneo di Wynnum 1965 Wynnum, Australia Singolare - Doppio                                                       |                                                            |                                               |               |                     |

## Aprile
| Settimana | Torneo                                                                                           | Vincitore                                                 | Finalista                                         | Semifinalisti | Eliminati ai quarti |
| --------- | ------------------------------------------------------------------------------------------------ | --------------------------------------------------------- | ------------------------------------------------- | ------------- | ------------------- |
| aprile    | South of France Championships 1965 Nizza, Francia Terra rossa Singolare - Doppio                 | Helga Schultze-Hösl 7-5 6-2                               | Jill Blackman                                     |               |                     |
| aprile    | South of France Championships 1965 Nizza, Francia Terra rossa Singolare - Doppio                 | Carol Sherriff Gail Sherriff Chanfreau Lovera 6-3 6-8 6-4 | Julie Heldman Helga Schultze-Hösl                 |               |                     |
| 3 aprile  | Mexican International Championships 1965 Città del Messico, Messico Singolare - Doppio           | Margaret Smith-Court 6-4 6-2                              | Monique Salfati-di Maso                           |               |                     |
| 3 aprile  | Mexican International Championships 1965 Città del Messico, Messico Singolare - Doppio           | Margaret Smith Lesley Turner Bowrey 6-4 6-0               | Rosie Darmon Reyes                                |               |                     |
| 4 aprile  | Cannes Lawn Tennis Club Championships 1965 Cannes, Francia Terra rossa Singolare - Doppio        | Fay Toyne-Moore 8-6 6-0                                   | Patricia McClenaughan-Faulkner                    |               |                     |
| 4 aprile  | Cannes Lawn Tennis Club Championships 1965 Cannes, Francia Terra rossa Singolare - Doppio        | Fay Toyne-Moore Patricia McClenaughan-Faulkner 6-3 6-1    | Roberta Beltrame Virginia Wade                    |               |                     |
| 5 aprile  | Champions of Champions 1965 Perth, Australia Singolare - Doppio                                  | Lesley Hunt 6-2 3-6 6-3                                   | Longson                                           |               |                     |
| 5 aprile  | Champions of Champions 1965 Perth, Australia Singolare - Doppio                                  |                                                           |                                                   |               |                     |
| 10 aprile | Women's Western Indoors 1965 Winnetka, USA Campo indoor Singolare - Doppio                       | Carole Caldwell Graebner 6-2 6-1                          | Nancy Corse-Reed                                  |               |                     |
| 10 aprile | Women's Western Indoors 1965 Winnetka, USA Campo indoor Singolare - Doppio                       | Carole Caldwell Graebner Levy 6-3 5-7 6-2                 | Jeanne Arth Pastall Perez                         |               |                     |
| 10 aprile | Cumberland Hard Court Championships 1965 Hampstead, Gran Bretagna Terra rossa Singolare - Doppio | Ann Haydon Jones 4-6 6-3 10-8                             | Christine Truman                                  |               |                     |
| 10 aprile | Cumberland Hard Court Championships 1965 Hampstead, Gran Bretagna Terra rossa Singolare - Doppio | Ann Haydon Jones Elizabeth Starkie 6-0 5-7 6-2            | Christine Truman Nell Truman                      |               |                     |
| 11 aprile | Campionati Internazionali di Sicilia 1965 Palermo, Italia Terra rossa Singolare - Doppio         | Madonna Schacht 6-0 5-7 6-3                               | Almut Sturm                                       |               |                     |
| 11 aprile | Campionati Internazionali di Sicilia 1965 Palermo, Italia Terra rossa Singolare - Doppio         |                                                           |                                                   |               |                     |
| 11 aprile | Campionati Internazionali di Sicilia 1965 Palermo, Italia Terra rossa Singolare - Doppio         | Doppio misto: Madonna Schacht Martin Mulligan 6-0 5-7 6-2 | Carmen Hernandez-Coronado Edison Mandarino        |               |                     |
| 11 aprile | Caribe Hilton Championships 1965 San Juan, Porto Rico Cemento Singolare - Doppio                 | Nancy Richey 6-8 6-4 9-7                                  | Margaret Smith-Court                              |               |                     |
| 11 aprile | Caribe Hilton Championships 1965 San Juan, Porto Rico Cemento Singolare - Doppio                 | Margaret Smith-Court Lesley Turner Bowrey 6-2 7-5         | Campbell Mary-Ann Eisel Curtis                    |               |                     |
| 17 aprile | Surrey Hard Court Championships 1965 Sutton, Gran Bretagna Terra rossa Singolare - Doppio        | Ann Haydon Jones 6-3 6-0                                  | Winnie Shaw                                       |               |                     |
| 17 aprile | Surrey Hard Court Championships 1965 Sutton, Gran Bretagna Terra rossa Singolare - Doppio        | Mortimer Vera Roberts 6-1 5-7 3-2 ritiro                  | Ann Haydon Jones Cornell Cawthorn                 |               |                     |
| 18 aprile | Masters Invitational 1965 Saint Petersburg, USA Terra rossa Singolare - Doppio                   | Nancy Richey 6-3 6-2                                      | Margaret Smith-Court                              |               |                     |
| 18 aprile | Masters Invitational 1965 Saint Petersburg, USA Terra rossa Singolare - Doppio                   | Margaret Smith-Court Lesley Turner Bowrey 6-1 6-3         | Norma Baylon Nancy Richey                         |               |                     |
| 18 aprile | Torneo di San Luis Potosí 1965 Città del Messico, Messico Terra rossa Singolare - Doppio         | Hernandez 6-0 6-0                                         | Montano                                           |               |                     |
| 18 aprile | Torneo di San Luis Potosí 1965 Città del Messico, Messico Terra rossa Singolare - Doppio         | Giffening Lourdes Gongorga 6-0 6-0                        | Patricia Montano Olga Montano                     |               |                     |
| 19 aprile | Rothmans Connaught Championships 1965 Chingford, Gran Bretagna Terra rossa Singolare - Doppio    | Elizabeth Starkie 8-6 6-3                                 | Christine Truman                                  |               |                     |
| 19 aprile | Rothmans Connaught Championships 1965 Chingford, Gran Bretagna Terra rossa Singolare - Doppio    | Elizabeth Starkie Rita Bentley titolo condiviso           | Glenda Swan Patricia Walkden-Pretorius            |               |                     |
| 20 aprile | Catania Championships 1965 Catania, Italia Terra rossa Singolare - Doppio                        | Helga Niessen Masthoff 6-1 7-5                            | Madonna Schacht                                   |               |                     |
| 20 aprile | Catania Championships 1965 Catania, Italia Terra rossa Singolare - Doppio                        |                                                           |                                                   |               |                     |
| 20 aprile | Monte Carlo Cup 1965 Monte Carlo, Monte Carlo Terra rossa Singolare - Doppio                     | Françoise Dürr 7-5 6-3                                    | Helga Schultze-Hösl                               |               |                     |
| 20 aprile | Monte Carlo Cup 1965 Monte Carlo, Monte Carlo Terra rossa Singolare - Doppio                     | Silvana Lazzarino Lea Pericoli 6-2 6-4                    | Gail Sherriff Chanfreau Lovera Judy Tegart-Dalton |               |                     |
| 20 aprile | Southport Hard Court Championships 1965 Southport, Gran Bretagna Singolare - Doppio              | Margaret O'Donnell                                        | non conosciuta (bandiera)                         |               |                     |
| 20 aprile | Southport Hard Court Championships 1965 Southport, Gran Bretagna Singolare - Doppio              |                                                           |                                                   |               |                     |
| 21 aprile | British Hard Court Championships 1965 Bournemouth, Gran Bretagna Terra rossa Singolare - Doppio  | Ann Haydon Jones 7-5 6-1                                  | Annette Van Zyl                                   |               |                     |
| 21 aprile | British Hard Court Championships 1965 Bournemouth, Gran Bretagna Terra rossa Singolare - Doppio  | Elizabeth Starkie Annette Van Zyl 7-9 6-3 6-4             | Ann Haydon Jones Judy Tegart-Dalton               |               |                     |
| 24 aprile | River Plate Championships 1965 Buenos Aires, Argentina Terra rossa Singolare - Doppio            | Lesley Turner Bowrey 6-3 6-3                              | Margaret Smith-Court                              |               |                     |
| 24 aprile | River Plate Championships 1965 Buenos Aires, Argentina Terra rossa Singolare - Doppio            | Lesley Turner Bowrey Margaret Smith-Court 6-0 7-5         | Bove Graciela Lombardi                            |               |                     |
| 25 aprile | Aix Golden Racquet Tournament 1965 Aix-en-Provence, Francia Terra rossa Singolare - Doppio       | Robin Lesh 3-6 6-4 6-4                                    | Jitka Horcicikova-Volavkova                       |               |                     |
| 25 aprile | Aix Golden Racquet Tournament 1965 Aix-en-Provence, Francia Terra rossa Singolare - Doppio       | Carol Sherriff Gail Sherriff Chanfreau Lovera 7-5 4-6 6-3 | Jill Blackman Christiane Mercelis                 |               |                     |
| 25 aprile | Charlotte Invitation 1965 Charlotte, USA Terra rossa Singolare - Doppio                          | Raymonde Veber-Jones 6-2 6-2                              | Donna Floyd-Fales                                 |               |                     |
| 25 aprile | Charlotte Invitation 1965 Charlotte, USA Terra rossa Singolare - Doppio                          | Mary-Ann Eisel Curtis Stephanie De Fina 6-4 1-6 6-4       | Carole Caldwell Graebner Donna Floyd-Fales        |               |                     |
| 25 aprile | Ojai Valley Championships 1965 Ojai, USA Cemento Singolare - Doppio                              | Billie Jean King 6-4 6-2                                  | Kathleen Harter                                   |               |                     |
| 25 aprile | Ojai Valley Championships 1965 Ojai, USA Cemento Singolare - Doppio                              | Tory-Ann Fretz Billie Jean King 6-1 4-6 6-2               | Kathleen Harter Kathy Blake                       |               |                     |
| 26 aprile | Puerta de Hierro International 1965 Madrid, Spagna Terra rossa Singolare - Doppio                | Helga Schultze-Hösl 3-6 6-0 6-3                           | Edda Buding                                       |               |                     |
| 26 aprile | Puerta de Hierro International 1965 Madrid, Spagna Terra rossa Singolare - Doppio                |                                                           |                                                   |               |                     |
| 26 aprile | Campionato Partenopeo 1965 Napoli, Italia Terra rossa Singolare - Doppio                         | Julie Heldman 6-3 4-6 6-0                                 | Madonna Schacht                                   |               |                     |
| 26 aprile | Campionato Partenopeo 1965 Napoli, Italia Terra rossa Singolare - Doppio                         |                                                           |                                                   |               |                     |

## Maggio
| Settimana | Torneo                                                                                          | Vincitore                                            | Finalista                                      | Semifinalisti | Eliminati ai quarti |
| --------- | ----------------------------------------------------------------------------------------------- | ---------------------------------------------------- | ---------------------------------------------- | ------------- | ------------------- |
| 1º maggio | London Hard Court Championships 1965 Hurlingham, Gran Bretagna Terra rossa Singolare - Doppio   | Elizabeth Starkie 6-3 6-1                            | Judy Tegart-Dalton                             |               |                     |
| 1º maggio | London Hard Court Championships 1965 Hurlingham, Gran Bretagna Terra rossa Singolare - Doppio   | Elizabeth Starkie Annette Van Zyl 8-6 6-2            | Mortiner Roberts                               |               |                     |
| 2 maggio  | Dallas Invitation 1965 Dallas, USA Singolare - Doppio                                           | Nancy Richey 6-1 6-4                                 | Margaret Smith-Court                           |               |                     |
| 2 maggio  | Dallas Invitation 1965 Dallas, USA Singolare - Doppio                                           | Margaret Smith-Court Lesley Turner Bowrey 6-4 6-4    | Carole Caldwell Graebner Nancy Richey          |               |                     |
| 2 maggio  | Northern California Championships 1965 San Francisco, USA Cemento Singolare - Doppio            | Rosie Casals 6-3 6-1                                 | Pixie Lamm                                     |               |                     |
| 2 maggio  | Northern California Championships 1965 San Francisco, USA Cemento Singolare - Doppio            |                                                      |                                                |               |                     |
| 4 maggio  | Paris International Championships 1965 Parigi, Francia Terra rossa Singolare - Doppio           | Gail Sherriff Chanfreau Lovera 6-3 1-6 6-3           | Fay Toyne-Moore                                |               |                     |
| 4 maggio  | Paris International Championships 1965 Parigi, Francia Terra rossa Singolare - Doppio           | Jill Blackman Jeanine Lieffrig 6-4 6-3               | Carol Sherriff Gail Sherriff Chanfreau Lovera  |               |                     |
| 4 maggio  | Torneo di Reggio di Calabria 1965 Reggio Calabria, Italia Terra rossa Singolare - Doppio        | Julie Heldman 2-4 ritiro                             | Madonna Schacht                                |               |                     |
| 4 maggio  | Torneo di Reggio di Calabria 1965 Reggio Calabria, Italia Terra rossa Singolare - Doppio        |                                                      |                                                |               |                     |
| 5 maggio  | Maroochy Tennis Championships 1965 Nambour, Australia Singolare - Doppio                        | N. Gibson 6-1 6-1                                    | Saywell                                        |               |                     |
| 5 maggio  | Maroochy Tennis Championships 1965 Nambour, Australia Singolare - Doppio                        |                                                      |                                                |               |                     |
| 8 maggio  | Guildford Hard Court Championships 1965 Guildford, Gran Bretagna Terra rossa Singolare - Doppio | Elizabeth Starkie 2-6 6-4 6-1                        | Ann Haydon Jones                               |               |                     |
| 8 maggio  | Guildford Hard Court Championships 1965 Guildford, Gran Bretagna Terra rossa Singolare - Doppio | Glenda Swan Patricia Walkden-Pretorius 6-4 9-7       | Elizabeth Starkie Rita Bentley                 |               |                     |
| 9 maggio  | Southern California Championships 1965 Los Angeles, USA Cemento Singolare - Doppio              | Billie Jean King 6-3 6-1                             | Kathleen Harter                                |               |                     |
| 9 maggio  | Southern California Championships 1965 Los Angeles, USA Cemento Singolare - Doppio              | Kathleen Harter Kathy Blake 6-2 4-6 6-3              | Farel Footman Tory-Ann Fretz                   |               |                     |
| 10 maggio | Stuttgart Tournament 1965 Stoccarda, Germania Terra rossa Singolare - Doppio                    | Fay Toyne-Moore 6-3 6-1                              | Jill Blackman                                  |               |                     |
| 10 maggio | Stuttgart Tournament 1965 Stoccarda, Germania Terra rossa Singolare - Doppio                    | Jill Blackman Robin Lesh titolo condiviso            | Patricia McClenaughan-Faulkner Fay Toyne-Moore |               |                     |
| 11 maggio | Internazionali d'Italia 1965 Roma, Italia Terra rossa Singolare - Doppio                        | Maria Esther Bueno 6-1 1-6 6-3                       | Nancy Richey                                   |               |                     |
| 11 maggio | Internazionali d'Italia 1965 Roma, Italia Terra rossa Singolare - Doppio                        | Madonna Schacht Annette Van Zyl 2-6 6-2 12-10        | Silvana Lazzarino Lea Pericoli                 |               |                     |
| 15 maggio | Phyllis Hard Court Championships 1965 Henley, Gran Bretagna Terra rossa Singolare - Doppio      | Shirley Bloomer-Brasher 6-1 4-6 6-2                  | Jeannie Morris                                 |               |                     |
| 15 maggio | Phyllis Hard Court Championships 1965 Henley, Gran Bretagna Terra rossa Singolare - Doppio      | F. Morris Jenny Morris 2-6 6-2 12-10                 | Ruth Wolpert J. Wolpert                        |               |                     |
| 16 maggio | Torneo di Firenze 1965 Firenze, Italia Terra rossa Singolare - Doppio                           | Maria Esther Bueno 6-4 6-4                           | Annette Van Zyl                                |               |                     |
| 16 maggio | Torneo di Firenze 1965 Firenze, Italia Terra rossa Singolare - Doppio                           |                                                      |                                                |               |                     |
| 16 maggio | Atlanta Invitational 1965 Atlanta, USA Terra rossa Singolare - Doppio                           | Margaret Smith-Court walkover                        | Lesley Turner Bowrey                           |               |                     |
| 16 maggio | Atlanta Invitational 1965 Atlanta, USA Terra rossa Singolare - Doppio                           | Donna Floyd-Fales Nancy Corse-Reed walkover          | Margaret Smith-Court Lesley Turner Bowrey      |               |                     |
| 23 maggio | California State Championships 1965 Portola Valley, USA Cemento Singolare - Doppio              | Billie Jean King 6-2 8-6                             | Rosie Casals                                   |               |                     |
| 23 maggio | California State Championships 1965 Portola Valley, USA Cemento Singolare - Doppio              | Rosie Casals Cecilia Martinez 6-4 1-6 6-4            | Sue Shrader Kathleen Harter                    |               |                     |
| 29 maggio | Torneo di Malvern 1965 Malvern, Gran Bretagna Erba Singolare - Doppio                           | Elizabeth Starkie 6-4 6-2                            | Betty Stöve                                    |               |                     |
| 29 maggio | Torneo di Malvern 1965 Malvern, Gran Bretagna Erba Singolare - Doppio                           | Elly Krocke Betty Stöve 6-1 7-5                      | Gertrudia Groenman-Walhof Jill Mills           |               |                     |
| 29 maggio | Torneo di Lytham St Annes 965 Lytham St Annes, Gran Bretagna Erba Singolare - Doppio            | Glenda Swan 6-2 10-8                                 | Patricia Walkden-Pretorius                     |               |                     |
| 29 maggio | Torneo di Lytham St Annes 965 Lytham St Annes, Gran Bretagna Erba Singolare - Doppio            | Glenda Swan Patricia Walkden-Pretorius 8-6 6-1       | Margaret O'Donnell Wilson                      |               |                     |
| 29 maggio | Surrey Grass Court Championships 1965 Surbiton, Gran Bretagna Erba Singolare - Doppio           | Christine Truman 7-5 6-1                             | Rita Bentley                                   |               |                     |
| 29 maggio | Surrey Grass Court Championships 1965 Surbiton, Gran Bretagna Erba Singolare - Doppio           | Rita Bentley Judy Tegart-Dalton 6-4 10-8             | Billie Jean King Christine Truman              |               |                     |
| 30 maggio | Torneo di Bruxelles 1965 Bruxelles, Belgio Terra rossa Singolare - Doppio                       | Julie Heldman 9-7 6-1                                | Gail Sherriff Chanfreau Lovera                 |               |                     |
| 30 maggio | Torneo di Bruxelles 1965 Bruxelles, Belgio Terra rossa Singolare - Doppio                       |                                                      |                                                |               |                     |
| 30 maggio | Internazionali di Francia 1965 Parigi, Francia Terra rossa Singolare - Doppio                   | Lesley Turner Bowrey 6-3 6-4                         | Margaret Smith-Court                           |               |                     |
| 30 maggio | Internazionali di Francia 1965 Parigi, Francia Terra rossa Singolare - Doppio                   | Lesley Turner Bowrey Margaret Smith-Court 6-3 6-1    | Françoise Dürr Jeanine Lieffrig                |               |                     |
| 31 maggio | Tulsa Clay Court Championships 1965 Tulsa, USA Terra rossa Singolare - Doppio                   | Carole Caldwell Graebner 5-7 6-3 6-1                 | Yola Ramírez                                   |               |                     |
| 31 maggio | Tulsa Clay Court Championships 1965 Tulsa, USA Terra rossa Singolare - Doppio                   | Justina Bricka-Horwitz Mary-Ann Eisel Curtis 6-1 6-2 | Carole Caldwell Graebner Yola Ramírez          |               |                     |

## Giugno
| Settimana | Torneo                                                                                    | Vincitore                                           | Finalista                                 | Semifinalisti | Eliminati ai quarti |
| --------- | ----------------------------------------------------------------------------------------- | --------------------------------------------------- | ----------------------------------------- | ------------- | ------------------- |
| 5 giugno  | Torneo di Cheltenham 1965 Cheltenham, Gran Bretagna Erba Singolare - Doppio               | Annette Van Zyl 6-4 3-6 6-2                         | Elizabeth Starkie                         |               |                     |
| 5 giugno  | Torneo di Cheltenham 1965 Cheltenham, Gran Bretagna Erba Singolare - Doppio               | Christine Truman Nell Truman 6-4 1-6 8-6            | Carole Rosser-Matheson Annette Van Zyl    |               |                     |
| 5 giugno  | Southwest Championships 1965 Little Rock, USA Terra rossa Singolare - Doppio              | Yola Ramírez 2-6 6-2 6-2                            | Carol Hanks-Aucamp                        |               |                     |
| 5 giugno  | Southwest Championships 1965 Little Rock, USA Terra rossa Singolare - Doppio              | Yola Ramírez Carol Hanks-Aucamp 6-0 7-5             | Owen McHaney Raney                        |               |                     |
| 5 giugno  | Northern Championships 1965 Manchester, Gran Bretagna Erba Singolare - Doppio             | Margaret Smith-Court 6-1 7-5                        | Maria Esther Bueno                        |               |                     |
| 5 giugno  | Northern Championships 1965 Manchester, Gran Bretagna Erba Singolare - Doppio             | Margaret Smith-Court Lesley Turner Bowrey 7-5 6-4   | Rita Bentley Judy Tegart-Dalton           |               |                     |
| 6 giugno  | Torneo di Havant 965 Havant, Gran Bretagna Singolare - Doppio                             | Dorothy Whitely 6-2 6-4                             | Mary McAnally                             |               |                     |
| 6 giugno  | Torneo di Havant 965 Havant, Gran Bretagna Singolare - Doppio                             | Dorothy Whitely Pamela Brand walkover               | Vivienne Dennis Mary McAnally             |               |                     |
| 6 giugno  | Torneo di Lowther 965 Lowther, Gran Bretagna Erba Singolare - Doppio                      | Patricia McClenaughan-Faulkner 6-3 6-3              | Vera Roberts                              |               |                     |
| 6 giugno  | Torneo di Lowther 965 Lowther, Gran Bretagna Erba Singolare - Doppio                      | Esme Emanuel Masters 6-8 6-2 6-4                    | Els Spruyt Lidy Venneboer                 |               |                     |
| 6 giugno  | US Hard Court Championships 1965 Sacramento, USA Cemento Singolare - Doppio               | Rosie Casals 6-4 4-6 6-2                            | Kathleen Harter                           |               |                     |
| 6 giugno  | US Hard Court Championships 1965 Sacramento, USA Cemento Singolare - Doppio               | Kathleen Harter Sue Shrader 6-4 2-6 8-6             | Rosie Casals Cecilia Martinez             |               |                     |
| 6 giugno  | Torneo di Wolverhampton 1965 Wolverhampton, Gran Bretagna Erba Singolare - Doppio         | Mary Habicht 4-6 6-4 6-1                            | Haskew                                    |               |                     |
| 6 giugno  | Torneo di Wolverhampton 1965 Wolverhampton, Gran Bretagna Erba Singolare - Doppio         | Mary Habicht Reyes 6-2 6-1                          | Haskew Susan Tutt                         |               |                     |
| 6 giugno  | Torneo Godò 1965 Barcellona, Spagna Terra rossa Singolare - Doppio                        | Madonna Schacht 6-3 7-5                             | Maria-Carmen Coronado                     |               |                     |
| 6 giugno  | Torneo Godò 1965 Barcellona, Spagna Terra rossa Singolare - Doppio                        | Maria-Carmen Coronado Ana-Maria Estalella 6-3 6-1   | Roucon Madonna Schacht                    |               |                     |
| 7 giugno  | Western Australian Hard Court Championships 1965 Kalgoorlie, Australia Singolare - Doppio | S. Stephen 9-7                                      | Born                                      |               |                     |
| 7 giugno  | Western Australian Hard Court Championships 1965 Kalgoorlie, Australia Singolare - Doppio |                                                     |                                           |               |                     |
| 7 giugno  | Swiss International Championships 1965 Lugano, Svizzera Terra rossa Singolare - Doppio    | Norma Baylon 6-1 10-12 5-5 (titolo condiviso)       | Edda Buding                               |               |                     |
| 7 giugno  | Swiss International Championships 1965 Lugano, Svizzera Terra rossa Singolare - Doppio    | Lea Pericoli Silvana Lazzarino 6-1 6-1              | Françoise Dürr Jeanine Lieffrig           |               |                     |
| 8 giugno  | West Berlin Championships 1965 Berlino, Germania Terra rossa Singolare - Doppio           | Helga Schultze-Hösl 6-4 6-8 6-1                     | Jill Blackman                             |               |                     |
| 8 giugno  | West Berlin Championships 1965 Berlino, Germania Terra rossa Singolare - Doppio           | Maria Teresa Riedl Francesca Gordigiani 6-1 2-6 6-0 | Helga Niessen Masthoff Almut Sturm        |               |                     |
| 12 giugno | Kent Championships 1965 Beckenham, Gran Bretagna Erba Singolare - Doppio                  | Margaret Smith-Court 4-6 6-3 6-3                    | Maria Esther Bueno                        |               |                     |
| 12 giugno | Kent Championships 1965 Beckenham, Gran Bretagna Erba Singolare - Doppio                  | Maria Ester Bueno Billie Jean King 7-9 7-5 9-7      | Margaret Smith-Court Lesley Turner Bowrey |               |                     |
| 12 giugno | Nottinghamshire Championships 1965 Nottingham, Gran Bretagna Erba Singolare - Doppio      | Lidy Venneboer 9-7 6-3                              | Els Spruyt                                |               |                     |
| 12 giugno | Nottinghamshire Championships 1965 Nottingham, Gran Bretagna Erba Singolare - Doppio      | Bee Susan Tutt 7-5 4-6 6-4                          | Els Spruyt Lidy Venneboer                 |               |                     |
| 13 giugno | Belgium International Championships 1965 Bruxelles, Belgio Terra rossa Singolare - Doppio | Christiane Mercelis 6-2 9-7                         | Maria-Carmen Coronado                     |               |                     |
| 13 giugno | Belgium International Championships 1965 Bruxelles, Belgio Terra rossa Singolare - Doppio |                                                     |                                           |               |                     |
| 13 giugno | Torneo di Cardiff 965 Cardiff, Gran Bretagna Singolare - Doppio                           | Jill Blackman 5-7 6-3 7-5                           | Carole Rosser-Matheson                    |               |                     |
| 13 giugno | Torneo di Cardiff 965 Cardiff, Gran Bretagna Singolare - Doppio                           | Jill Blackman Robin Lesh 6-2 3-6 6-1                | Jill Rook MIlls Carole Rosser-Matheson    |               |                     |
| 13 giugno | Southern Championships 1965 Jackson, USA Singolare - Doppio                               | Roberta Alison-Baumgardner 3-6 7-5 6-3              | Stephanie De Fina                         |               |                     |
| 13 giugno | Southern Championships 1965 Jackson, USA Singolare - Doppio                               | Stephanie DeFina Roberta Alison 6-2 3-6 6-1         | Peggy Moore Ann Moore                     |               |                     |
| 13 giugno | Torneo di Sutton Coldfield 1965 Sutton, Gran Bretagna Singolare - Doppio                  | Patricia McClenaughan-Faulkner 6-3 6-1              | Fay Toyne-Moore                           |               |                     |
| 13 giugno | Torneo di Sutton Coldfield 1965 Sutton, Gran Bretagna Singolare - Doppio                  | McClenaughan Toyne walkover                         | Percival Steventon                        |               |                     |
| 14 giugno | Victorian Hard Court Championships 1965 Melbourne, Australia Singolare - Doppio           | Lorraine Coghlan Robinson 6-3 3-6 6-0               | Maureen McCalman Pratt                    |               |                     |
| 14 giugno | Victorian Hard Court Championships 1965 Melbourne, Australia Singolare - Doppio           |                                                     |                                           |               |                     |
| 14 giugno | Central Northern Championships 1965 Tamworth, Australia Singolare - Doppio                | Alison Martin 7-5 6-3                               | Betty Holstein Sweeney                    |               |                     |
| 14 giugno | Central Northern Championships 1965 Tamworth, Australia Singolare - Doppio                |                                                     |                                           |               |                     |
| 14 giugno | West of England Championships 1965 Bristol, Gran Bretagna Erba Singolare - Doppio         | Nancy Richey 7-5 6-2                                | Elizabeth Starkie                         |               |                     |
| 14 giugno | West of England Championships 1965 Bristol, Gran Bretagna Erba Singolare - Doppio         | Françoise Dürr Jeanine Lieffrig 6-3 6-4             | Carole Caldwell Graebner Nancy Richey     |               |                     |
| 20 giugno | Queen's Club Championships 1965 Londra, Gran Bretagna Erba Singolare - Doppio             | Annette Van Zyl 6-3 4-6 6-4                         | Christine Truman                          |               |                     |
| 20 giugno | Queen's Club Championships 1965 Londra, Gran Bretagna Erba Singolare - Doppio             | Margaret Smith-Court Lesley Turner Bowrey 10-8 6-2  | Maria Ester Bueno Billie Jean King        |               |                     |

## Luglio
| Settimana | Torneo                                                                                            | Vincitore                                                    | Finalista                                    | Semifinalisti | Eliminati ai quarti |
| --------- | ------------------------------------------------------------------------------------------------- | ------------------------------------------------------------ | -------------------------------------------- | ------------- | ------------------- |
| luglio    | Scottish Championships 1965 Edimburgo, Gran Bretagna Singolare - Doppio                           | Joyce Barclay-Williams-Hume 6-3 6-4                          | Winnie Shaw                                  |               |                     |
| luglio    | Scottish Championships 1965 Edimburgo, Gran Bretagna Singolare - Doppio                           |                                                              |                                              |               |                     |
| luglio    | Torneo di Oakville 1965 Oakville, Canada Singolare - Doppio                                       | Donna Floyd-Fales                                            | non conosciuta (bandiera)                    |               |                     |
| luglio    | Torneo di Oakville 1965 Oakville, Canada Singolare - Doppio                                       |                                                              |                                              |               |                     |
| luglio    | Torneo di Wimbledon 1965 Wimbledon, Gran Bretagna Erba Singolare - Doppio                         | Margaret Smith-Court 6-4 7-5                                 | Maria Esther Bueno                           |               |                     |
| luglio    | Torneo di Wimbledon 1965 Wimbledon, Gran Bretagna Erba Singolare - Doppio                         | Maria Ester Bueno Billie Jean King                           | Françoise Dürr Jeanine Lieffrig              |               |                     |
| 1º luglio | Indonesian Gravel Invitational 1965 Giacarta, Indonesia Singolare - Doppio                        | Lita Liem 6-1 6-1                                            | Mien Suhadi                                  |               |                     |
| 1º luglio | Indonesian Gravel Invitational 1965 Giacarta, Indonesia Singolare - Doppio                        | Lita Liem Mien Suhadi 6-1 6-3                                | Kalihis Ong                                  |               |                     |
| 5 luglio  | Tri-State Championships 1965 Cincinnati, USA Terra rossa Singolare - Doppio                       | Stephanie De Fina 10-8 5-7 6-4                               | Roberta Alison-Baumgardner                   |               |                     |
| 5 luglio  | Tri-State Championships 1965 Cincinnati, USA Terra rossa Singolare - Doppio                       | Roberta Alison-Baumgardner Stephanie De Fina 6-4 6-2         | M. Fry Pfeiffer                              |               |                     |
| 10 luglio | Irish Championships 1965 Dublino, Irlanda Erba Singolare - Doppio                                 | Maria Esther Bueno 10-8 6-4                                  | Christine Truman                             |               |                     |
| 10 luglio | Irish Championships 1965 Dublino, Irlanda Erba Singolare - Doppio                                 | Maria Ester Bueno Christine Truman 6-0 6-1                   | Kathy Blake Mary-Ann Eisel Curtis            |               |                     |
| 10 luglio | Midland Counties Championships 1965 Edgbaston, Gran Bretagna Singolare - Doppio                   | Margaret Smith-Court 6-3 4-6 7-5                             | Virginia Wade                                |               |                     |
| 10 luglio | Midland Counties Championships 1965 Edgbaston, Gran Bretagna Singolare - Doppio                   | Margaret Smith-Court Lesley Turner Bowrey 6-4 1-6 6-2        | Ann Haydon Jones Judy Tegart-Dalton          |               |                     |
| 10 luglio | East of England Championships 1965 Felixstowe, Gran Bretagna Erba Singolare - Doppio              | Rita Bentley 7-5 3-6 6-2                                     | Elizabeth Starkie                            |               |                     |
| 10 luglio | East of England Championships 1965 Felixstowe, Gran Bretagna Erba Singolare - Doppio              | Patricia McClenaughan-Faulkner Nell Truman 6-3 2-6 15-13     | Rita Bentley Elizabeth Starkie               |               |                     |
| 10 luglio | Eastern Clay Court Championships 1965 Hackensack, USA Terra rossa Singolare - Doppio              | Donna Floyd-Fales                                            | Nancy Corse-Reed                             |               |                     |
| 10 luglio | Eastern Clay Court Championships 1965 Hackensack, USA Terra rossa Singolare - Doppio              | Donna Floyd-Fales Pat Edrich 7-5 4-6 6-0                     | Kanerek Nancy Corse-Reed                     |               |                     |
| 11 luglio | Western Championships 1965 Milwaukee, USA Terra rossa Singolare - Doppio                          | Nancy Richey 6-1 6-0                                         | Carole Caldwell Graebner                     |               |                     |
| 11 luglio | Western Championships 1965 Milwaukee, USA Terra rossa Singolare - Doppio                          | Nancy Richey Carole Caldwell Graebner 7-5 8-6                | Rosie Casals Julie Heldman                   |               |                     |
| 11 luglio | Swedish International Hard Court Championships 1965 Båstad, Svezia Terra rossa Singolare - Doppio | Christina Sandberg 6-8 6-4 6-4                               | Leena Ahonen                                 |               |                     |
| 11 luglio | Swedish International Hard Court Championships 1965 Båstad, Svezia Terra rossa Singolare - Doppio | Liv Paldan Ulla Sandulf 6-2 6-4                              | Gudrun Rosin Leena Ahonen                    |               |                     |
| 11 luglio | Torneo di Eindhoven 1965 Eindhoven, Paesi Bassi Terra rossa Singolare - Doppio                    | Betty Stöve 6-4 6-1                                          | Vicky Berner                                 |               |                     |
| 11 luglio | Torneo di Eindhoven 1965 Eindhoven, Paesi Bassi Terra rossa Singolare - Doppio                    | Betty Stöve Lidy Venneboer 6-3 9-7                           | Eva Duldig de Jong Els Spruyt                |               |                     |
| 17 luglio | Essex Championships 1965 Frinton, Gran Bretagna Erba Singolare - Doppio                           | Lesley Turner Bowrey 6-4 6-3                                 | Robin Blakelock-Lloyd                        |               |                     |
| 17 luglio | Essex Championships 1965 Frinton, Gran Bretagna Erba Singolare - Doppio                           | Robin Blakelock-Lloyd Patricia McClenaughan-Faulkner 6-1 6-4 | Heather Allen Mary McAnally                  |               |                     |
| 17 luglio | North of England Championships 1965 Hoylake, Gran Bretagna Erba Singolare - Doppio                | Margaret Smith-Court 6-4 6-4                                 | Judy Tegart-Dalton                           |               |                     |
| 17 luglio | North of England Championships 1965 Hoylake, Gran Bretagna Erba Singolare - Doppio                | Margaret Smith-Court Judy Tegart-Dalton 6-1 6-2              | Rita Bentley Jill Blackman                   |               |                     |
| 17 luglio | Welsh Championships 1965 Newport, Gran Bretagna Erba Singolare - Doppio                           | Annette Van Zyl 2-6 6-4 6-1                                  | Christine Truman                             |               |                     |
| 17 luglio | Welsh Championships 1965 Newport, Gran Bretagna Erba Singolare - Doppio                           | Elizabeth Starkie Annette Van Zyl 6-3 6-2                    | Patricia McClenaughan-Faulkner Virginia Wade |               |                     |
| 18 luglio | US Clay Court Championships 1965 River Forest, USA Terra rossa Singolare - Doppio                 | Nancy Richey 5-7 6-3 9-7                                     | Julie Heldman                                |               |                     |
| 18 luglio | US Clay Court Championships 1965 River Forest, USA Terra rossa Singolare - Doppio                 | Carole Caldwell Graebner Nancy Richey 7-5 6-4                | Rosie Casals Julie Heldman                   |               |                     |
| 19 luglio | New York State Championships 1965 Syracuse, USA Erba Singolare - Doppio                           | Donna Floyd-Fales 4-6 6-0 6-0                                | Wright                                       |               |                     |
| 19 luglio | New York State Championships 1965 Syracuse, USA Erba Singolare - Doppio                           | Pat Edrich Donna Floyd-Fales                                 | DeLord Kanerek                               |               |                     |
| 23 luglio | Swiss International Championships 1965 Gstaad, Svizzera Singolare - Doppio                        | Françoise Dürr 10-8 6-1                                      | Maria Esther Bueno                           |               |                     |
| 23 luglio | Swiss International Championships 1965 Gstaad, Svizzera Singolare - Doppio                        | Norma Baylon Helga Schultze-Hösl 7-5 6-2                     | Jeanine Lieffrig Françoise Dürr              |               |                     |
| 25 luglio | Dutch International Championships 1965 Hilversum, Paesi Bassi Terra rossa Singolare - Doppio      | Françoise Dürr 9-11 7-5 6-4                                  | Norma Baylon                                 |               |                     |
| 25 luglio | Dutch International Championships 1965 Hilversum, Paesi Bassi Terra rossa Singolare - Doppio      | Jeanine Lieffrig Françoise Dürr 8-6 2-6 6-4                  | Judy Tegart-Dalton Lesley Turner Bowrey      |               |                     |
| 25 luglio | Pennsylvania Lawn Tennis Championship 1965 Filadelfia, USA Erba Singolare - Doppio                | Billie Jean King 6-1 6-2                                     | Carole Caldwell Graebner                     |               |                     |
| 25 luglio | Pennsylvania Lawn Tennis Championship 1965 Filadelfia, USA Erba Singolare - Doppio                | Billie Jean King Karen Hantze Susman 6-4 6-1                 | Margaret Osborne Margaret Varner Bloss       |               |                     |
| 25 luglio | Torneo di Le Touquet 1965 Le Touquet, Francia Terra rossa Singolare - Doppio                      | Jacqueline Kermina 6-2 6-4                                   | Chantal Langanay                             |               |                     |
| 25 luglio | Torneo di Le Touquet 1965 Le Touquet, Francia Terra rossa Singolare - Doppio                      |                                                              |                                              |               |                     |
| 25 luglio | Torneo di Le Touquet 1965 Le Touquet, Francia Terra rossa Singolare - Doppio                      | Doppio misto: Carol Ann Prosen Parker 4-6 6-4 8-6            | Jacqueline Kermina Leclercq                  |               |                     |
| 25 luglio | Montana Invitational 1965 Montana, Svizzera Terra rossa Singolare - Doppio                        | Maria Esther Bueno titolo condiviso (sospesa per pioggia)    | Madonna Schacht                              |               |                     |
| 25 luglio | Montana Invitational 1965 Montana, Svizzera Terra rossa Singolare - Doppio                        |                                                              |                                              |               |                     |
| 25 luglio | Torneo di Villars 1965 Villars, Svizzera Terra rossa Singolare - Doppio                           | Maria-Carmen Coronado 4-6 6-1 6-2                            | Michelle Boulle                              |               |                     |
| 25 luglio | Torneo di Villars 1965 Villars, Svizzera Terra rossa Singolare - Doppio                           |                                                              |                                              |               |                     |
| 25 luglio | Torneo di Villars 1965 Villars, Svizzera Terra rossa Singolare - Doppio                           | Doppio misto: Hernandez-Coronado Edison Mandarino 6-1 6-4    | Michelle Boulle Rodriguez                    |               |                     |
| 25 luglio | Coupe de Deauville 1965 Deauville, Francia Terra rossa Singolare - Doppio                         | Cora Schediwy-Creydt 10-8 1-0 ritiro                         | Carol Ann Prosen                             |               |                     |
| 25 luglio | Coupe de Deauville 1965 Deauville, Francia Terra rossa Singolare - Doppio                         |                                                              |                                              |               |                     |

## Agosto
| Settimana | Torneo                                                                                          | Vincitore                                                     | Finalista                                  | Semifinalisti | Eliminati ai quarti |
| --------- | ----------------------------------------------------------------------------------------------- | ------------------------------------------------------------- | ------------------------------------------ | ------------- | ------------------- |
| 1º agosto | Torneo di Santpoort 1965 Santpoort, Paesi Bassi Terra rossa Singolare - Doppio                  | Patricia Walkden-Pretorius 6-0 0-6 6-4                        | Gail Sherriff Chanfreau Lovera             |               |                     |
| 1º agosto | Torneo di Santpoort 1965 Santpoort, Paesi Bassi Terra rossa Singolare - Doppio                  |                                                               |                                            |               |                     |
| 1º agosto | Torneo di Baden-Baden 1965 Baden Baden, Germania Terra rossa Singolare - Doppio                 | Margaret Smith-Court 6-2 6-1                                  | Lesley Turner Bowrey                       |               |                     |
| 1º agosto | Torneo di Baden-Baden 1965 Baden Baden, Germania Terra rossa Singolare - Doppio                 | Margaret Smith-Court Lesley Turner Bowrey                     | Annette Van Zyl Heide Schildknecht         |               |                     |
| 1º agosto | Eastern Grass Court Championships 1965 Orange, USA Erba Singolare - Doppio                      | Billie Jean King 7-5 6-3                                      | Julie Albert                               |               |                     |
| 1º agosto | Eastern Grass Court Championships 1965 Orange, USA Erba Singolare - Doppio                      | Justina Bricka-Horwitz Mary-Ann Eisel Curtis 1-6 6-3 6-2      | Kathy Blake Kathleen Harter                |               |                     |
| 3 agosto  | Piping Rock Tournament 1965 New York, USA Erba Singolare - Doppio                               | Mary-Ann Eisel Curtis 4-6 6-2 6-2                             | Kathleen Harter                            |               |                     |
| 3 agosto  | Piping Rock Tournament 1965 New York, USA Erba Singolare - Doppio                               | Kathy Blake Kathleen Harter 6-2 5-7 6-1                       | Stephanie De Fina Mary-Ann Eisel Curtis    |               |                     |
| 6 agosto  | Torneo di Evian 1965 Évian-les-Bains, Francia Terra rossa Singolare - Doppio                    | Jill Blackman 7-5 6-2                                         | Fay Toyne-Moore                            |               |                     |
| 6 agosto  | Torneo di Evian 1965 Évian-les-Bains, Francia Terra rossa Singolare - Doppio                    |                                                               |                                            |               |                     |
| 8 agosto  | Ontario Championships 1965 Toronto, Canada Erba Singolare - Doppio                              | Vicky Berner 7-5 6-0                                          | Louise Brown                               |               |                     |
| 8 agosto  | Ontario Championships 1965 Toronto, Canada Erba Singolare - Doppio                              | Brenda Nunns Faye Urban 6-4 6-1                               | Vicky Berner Alice Luthy-Tym               |               |                     |
| 10 agosto | German Championships 1965 Amburgo, Germania Terra rossa Singolare - Doppio                      | Margaret Smith-Court 6-3 6-2                                  | Edda Buding                                |               |                     |
| 10 agosto | German Championships 1965 Amburgo, Germania Terra rossa Singolare - Doppio                      | Margaret Smith-Court Lesley Turner Bowrey 6-3 6-1             | Maria Ester Bueno Françoise Dürr           |               |                     |
| 10 agosto | German Championships 1965 Amburgo, Germania Terra rossa Singolare - Doppio                      | Doppio misto: Margaret Smith-Court Neale Fraser 6-4 7-5       | Carmen Coronado Edison Mandarino           |               |                     |
| 11 agosto | St Moritz Kulm Carlton 1965 Sankt Moritz, Svizzera Terra rossa Singolare - Doppio               | Monique Salfati-di Maso 9-7 6-0 6-2                           | Anne-Marie Studer                          |               |                     |
| 11 agosto | St Moritz Kulm Carlton 1965 Sankt Moritz, Svizzera Terra rossa Singolare - Doppio               |                                                               |                                            |               |                     |
| 15 agosto | Portuguese International Championships 1965 Estoril, Portogallo Terra rossa Singolare - Doppio  | Patricia Walkden-Pretorius 6-3 6-4                            | Glenda Swan                                |               |                     |
| 15 agosto | Portuguese International Championships 1965 Estoril, Portogallo Terra rossa Singolare - Doppio  |                                                               |                                            |               |                     |
| 15 agosto | Austrian International Championships 1965 Kitzbühel, Austria Singolare - Doppio                 | Annette Van Zyl 6-4 6-3                                       | Gail Sherriff Chanfreau Lovera             |               |                     |
| 15 agosto | Austrian International Championships 1965 Kitzbühel, Austria Singolare - Doppio                 | Annette Van Zyl Gail Sherriff Chanfreau Lovera 6-3 6-1        | Horcickova Volavkova Palmeova              |               |                     |
| 15 agosto | Belgian Championships 1965 Knokke-le-Zoute, Belgio Terra rossa Singolare - Doppio               | Anne-Marie Rouchon 6-4 8-6                                    | Esme Emanuel                               |               |                     |
| 15 agosto | Belgian Championships 1965 Knokke-le-Zoute, Belgio Terra rossa Singolare - Doppio               | Christiane Mercelis Anne-Marie Rouchon 4-6 6-4 6-4            | Esme Emanuel Vivienne Wiggill              |               |                     |
| 15 agosto | Canadian Championships 1965 Toronto, Canada Erba Singolare - Doppio                             | Julie Heldman 6-3 8-6                                         | Faye Urban                                 |               |                     |
| 15 agosto | Canadian Championships 1965 Toronto, Canada Erba Singolare - Doppio                             | Brenda Nunns Faye Urban 6-8 6-4 6-1                           | Julie Heldman Senn                         |               |                     |
| 16 agosto | Moscow International 1965 Mosca, URSS Singolare - Doppio                                        | Margaret Smith-Court 6-2 6-4                                  | Galina Bakšeeva                            |               |                     |
| 16 agosto | Moscow International 1965 Mosca, URSS Singolare - Doppio                                        | Margaret Smith-Court Bob Howe 6-4 6-2                         | Francesca Gordigiani Lucia Bassi           |               |                     |
| 16 agosto | Moscow International 1965 Mosca, URSS Singolare - Doppio                                        | Doppio misto: Margaret Smith-Court Judy Tegart-Dalton 6-1 6-1 | Galina Bakšeeva Lejus                      |               |                     |
| 16 agosto | Torneo di Scheveningen 1965 Scheveningen, Paesi Bassi Singolare - Doppio                        | Gertrudia Groenman-Walhof 6-1 6-1                             | Els Spruyt                                 |               |                     |
| 16 agosto | Torneo di Scheveningen 1965 Scheveningen, Paesi Bassi Singolare - Doppio                        | Gertrudia Groenman-Walhof Els Spruyt 6-1 3-6 7-5              | Elly Krocke Betty Stöve                    |               |                     |
| 16 agosto | St Moritz Suvretta 1965 Sankt Moritz, Svizzera Terra rossa Singolare - Doppio                   | Patricia McClenaughan-Faulkner 6-4 2-6 6-0                    | Monique Salfati-di Maso                    |               |                     |
| 16 agosto | St Moritz Suvretta 1965 Sankt Moritz, Svizzera Terra rossa Singolare - Doppio                   | Patricia McClenaughan-Faulkner Evelyne Terras                 | Monique Salfati-di Maso Christiane Spinoza |               |                     |
| 18 agosto | Bavarian Championships 1965 Monaco di Baviera, Germania Terra rossa Singolare - Doppio          | Norma Baylon 4-6 7-5 6-4                                      | Lesley Turner Bowrey                       |               |                     |
| 18 agosto | Bavarian Championships 1965 Monaco di Baviera, Germania Terra rossa Singolare - Doppio          | Norma Baylon Maria-Carmen Coronado 6-3 6-0                    | Maria Ester Bueno Françoise Dürr           |               |                     |
| 18 agosto | Berlin Gruenewold 1965 Berlino, Germania Terra rossa Singolare - Doppio                         | Robin Lesh 6-3 3-6 6-3                                        | Kristen Seelbach                           |               |                     |
| 18 agosto | Berlin Gruenewold 1965 Berlino, Germania Terra rossa Singolare - Doppio                         |                                                               |                                            |               |                     |
| 19 agosto | Torneo di Arcachon 1965 Arcachon, Francia Singolare - Doppio                                    | Gail Sherriff Chanfreau Lovera 9-11 7-5 6-4                   | J. Benoussan                               |               |                     |
| 19 agosto | Torneo di Arcachon 1965 Arcachon, Francia Singolare - Doppio                                    |                                                               |                                            |               |                     |
| 22 agosto | Istanbul International Championships 1965 Istanbul, Turchia Terra rossa Singolare - Doppio      | Annette Van Zyl 6-2 6-3                                       | Françoise Dürr                             |               |                     |
| 22 agosto | Istanbul International Championships 1965 Istanbul, Turchia Terra rossa Singolare - Doppio      |                                                               |                                            |               |                     |
| 22 agosto | Essex County Championships 1965 Manchester, USA Erba Singolare - Doppio                         | Billie Jean King 6-2 10-8                                     | Carol Hanks-Aucamp                         |               |                     |
| 22 agosto | Essex County Championships 1965 Manchester, USA Erba Singolare - Doppio                         | Maria Bueno Billie Jean Moffitt 6-3 6-0                       | Kathy Blake Kathleen Harter                |               |                     |
| 22 agosto | Torneo di St Andrews 1965 St Andrews, Gran Bretagna Singolare - Doppio                          | Carole Rosser-Matheson 6-4 6-2                                | Winnie Shaw                                |               |                     |
| 22 agosto | Torneo di St Andrews 1965 St Andrews, Gran Bretagna Singolare - Doppio                          |                                                               |                                            |               |                     |
| 23 agosto | Torneo di Vidago 1965 Vidago, Portogallo Terra rossa Singolare - Doppio                         | Patricia Walkden-Pretorius 6-2 6-4                            | Glenda Swan                                |               |                     |
| 23 agosto | Torneo di Vidago 1965 Vidago, Portogallo Terra rossa Singolare - Doppio                         |                                                               |                                            |               |                     |
| 24 agosto | St Moritz Palace Hotel 1965 Sankt Moritz, Svizzera Terra rossa Singolare - Doppio               | Edda Buding 6-1 4-6 6-3                                       | Gail Sherriff Chanfreau Lovera             |               |                     |
| 24 agosto | St Moritz Palace Hotel 1965 Sankt Moritz, Svizzera Terra rossa Singolare - Doppio               |                                                               |                                            |               |                     |
| 29 agosto | Portschach International 1965 Pörtschach am Wörther See, Austria Terra rossa Singolare - Doppio | Margaret Smith-Court 6-1 6-3                                  | Norma Baylon                               |               |                     |
| 29 agosto | Portschach International 1965 Pörtschach am Wörther See, Austria Terra rossa Singolare - Doppio | Margaret Smith Court Sonia Pachta 6-3 6-2                     | Kodesova Vopickova Horcickova Volavkova    |               |                     |
| 29 agosto | Portschach International 1965 Pörtschach am Wörther See, Austria Terra rossa Singolare - Doppio | Doppio misto: Margaret Smith Court Bob Howe 6-3 6-1           | Norma Baylon Bojo Jovanovic                |               |                     |
| 30 agosto | Brumana International 1965 Brummana, Libano Terra rossa Singolare - Doppio                      | Françoise Dürr 6-4 6-1                                        | Annette Van Zyl                            |               |                     |
| 30 agosto | Brumana International 1965 Brummana, Libano Terra rossa Singolare - Doppio                      |                                                               |                                            |               |                     |
| 30 agosto | Brumana International 1965 Brummana, Libano Terra rossa Singolare - Doppio                      | Doppio misto: Françoise Dürr Ingo Buding                      | Annette Van Zyl Thomaz Koch                |               |                     |

## Settembre
| Settimana    | Torneo                                                                                          | Vincitore                                         | Finalista                            | Semifinalisti | Eliminati ai quarti |
| ------------ | ----------------------------------------------------------------------------------------------- | ------------------------------------------------- | ------------------------------------ | ------------- | ------------------- |
| settembre    | U.S. National Championships 1965 New York, USA Erba Singolare - Doppio                          | Margaret Smith-Court 8-6 7-5                      | Billie Jean King                     |               |                     |
| settembre    | U.S. National Championships 1965 New York, USA Erba Singolare - Doppio                          | Carole Caldwell Graebner Nancy Richey 6-2 6-2     | Billie Jean King Karen Hantze Susman |               |                     |
| 5 settembre  | Sydney Metropolitan Hard Court Championships 1965 Sydney, Australia Singolare - Doppio          | Joan Gibson 6-1 6-3                               | Elizabeth Fenton                     |               |                     |
| 5 settembre  | Sydney Metropolitan Hard Court Championships 1965 Sydney, Australia Singolare - Doppio          |                                                   |                                      |               |                     |
| 12 settembre | Heart of America Tournament 1965 Kansas City, USA Terra rossa Singolare - Doppio                | Kathleen Harter 6-3 6-1                           | Gail Sherriff Chanfreau Lovera       |               |                     |
| 12 settembre | Heart of America Tournament 1965 Kansas City, USA Terra rossa Singolare - Doppio                | Gail Sherriff Chanfreau Lovera Richmond 7-5 6-2   | Cristler Kathleen Harter             |               |                     |
| 12 settembre | Salonika International 1965 Salonicco, Grecia Terra rossa Singolare - Doppio                    | Jennie Morris 6-3 6-0                             | Carol Ann Prosen                     |               |                     |
| 12 settembre | Salonika International 1965 Salonicco, Grecia Terra rossa Singolare - Doppio                    |                                                   |                                      |               |                     |
| 16 settembre | Torneo di Versailles 1965 Versailles, Francia Terra rossa Singolare - Doppio                    | Michelle Boulle 6-4 6-2                           | Dorothy Knode-Head                   |               |                     |
| 16 settembre | Torneo di Versailles 1965 Versailles, Francia Terra rossa Singolare - Doppio                    |                                                   |                                      |               |                     |
| 19 settembre | Yugoslavia International Championships 1965 Belgrado, Jugoslavia Terra rossa Singolare - Doppio | Jitka Horcicikova-Volavkova 6-4 6-1               | M. Tchakarova                        |               |                     |
| 19 settembre | Yugoslavia International Championships 1965 Belgrado, Jugoslavia Terra rossa Singolare - Doppio | M. Tchakarova Jitka Horcicikova-Volavkova 6-1 7-5 | Judith Dibar-Gohn Fudala             |               |                     |
| 26 settembre | Pacific Southwest Championships 1965 Los Angeles, USA Cemento Singolare - Doppio                | Carole Caldwell Graebner 6-4 6-4                  | Tory-Ann Fretz                       |               |                     |
| 26 settembre | Pacific Southwest Championships 1965 Los Angeles, USA Cemento Singolare - Doppio                | Susan Behlmar Tory-Ann Fretz 2-6 12-10 6-4        | Kathy Blake Kathleen Harter          |               |                     |
| 26 settembre | Portugese Championships 1965 Estoril, Portogallo Terra rossa Singolare - Doppio                 | Mary Habicht 3-6 6-4 7-5                          | Vivienne Dennis                      |               |                     |
| 26 settembre | Portugese Championships 1965 Estoril, Portogallo Terra rossa Singolare - Doppio                 |                                                   |                                      |               |                     |
| 27 settembre | Coupe Porée 1965 Croix-Catelan, Francia Terra rossa Singolare - Doppio                          | Fay Toyne-Moore 6-3 6-2                           | Dorothy Knode-Head                   |               |                     |
| 27 settembre | Coupe Porée 1965 Croix-Catelan, Francia Terra rossa Singolare - Doppio                          | Françoise Dürr Jeanine Lieffrig 9-7 7-5           | Michelle Boulle Fay Toyne-Moore      |               |                     |

## Ottobre
| Settimana  | Torneo                                                                                         | Vincitore                                           | Finalista                      | Semifinalisti | Eliminati ai quarti |
| ---------- | ---------------------------------------------------------------------------------------------- | --------------------------------------------------- | ------------------------------ | ------------- | ------------------- |
| 3 ottobre  | Torneo di Pau 1965 Pau, Francia Singolare - Doppio                                             | Carol Sherriff 7-9 6-4 6-2                          | Irene De Lansalut              |               |                     |
| 3 ottobre  | Torneo di Pau 1965 Pau, Francia Singolare - Doppio                                             |                                                     |                                |               |                     |
| 3 ottobre  | Torneo di Pau 1965 Pau, Francia Singolare - Doppio                                             | Doppio misto: Carol Sherriff Zeeman                 | Irene De Lansalut Aguirre      |               |                     |
| 4 ottobre  | Australian Capital Territory Championships 1965 Canberra, Australia Singolare - Doppio         | Lesley Turner Bowrey 6-4 4-6 7-5                    | Jan Lehane                     |               |                     |
| 4 ottobre  | Australian Capital Territory Championships 1965 Canberra, Australia Singolare - Doppio         |                                                     |                                |               |                     |
| 5 ottobre  | Pacific Coast Championships 1965 Berkeley, USA Cemento Singolare - Doppio                      | Judy Tegart-Dalton 6-4 3-6 7-5                      | Rosie Casals                   |               |                     |
| 5 ottobre  | Pacific Coast Championships 1965 Berkeley, USA Cemento Singolare - Doppio                      | Judy Tegart-Dalton Carole Caldwell Graebner 6-1 6-2 | Rosie Casals Cecilia Martinez  |               |                     |
| 11 ottobre | South Coast Championships 1965 Southport, Australia Singolare - Doppio                         | Lexie Kenny 6-1 6-4                                 | J. Wicks                       |               |                     |
| 11 ottobre | South Coast Championships 1965 Southport, Australia Singolare - Doppio                         |                                                     |                                |               |                     |
| 16 ottobre | British Covered Court Championships 1965 Londra, Gran Bretagna Campo indoor Singolare - Doppio | Ann Haydon Jones 6-2 6-1                            | Fay Toyne-Moore                |               |                     |
| 16 ottobre | British Covered Court Championships 1965 Londra, Gran Bretagna Campo indoor Singolare - Doppio | Ann Haydon Jones Virginia Wade 6-3 6-2              | Angela Mortimer Roberts        |               |                     |
| 16 ottobre | British Covered Court Championships 1965 Londra, Gran Bretagna Campo indoor Singolare - Doppio | Doppio misto: Ann Haydon Jones Bob Carmichael       |                                |               |                     |
| 17 ottobre | Glen Iris Invitational 1965 Melbourne, Australia Singolare - Doppio                            | Margaret Smith-Court 6-2 6-0                        | Maureen McCalman Pratt         |               |                     |
| 17 ottobre | Glen Iris Invitational 1965 Melbourne, Australia Singolare - Doppio                            | B Jenkins Margaret Smith 6-3 7-5                    | P Barnett F Marriott           |               |                     |
| 17 ottobre | Sydney Metropolitan Grass Court Championships 1965 Sydney, Australia Singolare - Doppio        | Jan Lehane postponed                                | Turner                         |               |                     |
| 17 ottobre | Sydney Metropolitan Grass Court Championships 1965 Sydney, Australia Singolare - Doppio        | Karen Krantzcke Tricia Turner 5-3 (posticipata)     | Joan Gibson Caroline Langsford |               |                     |
| 18 ottobre | Israel International 1965 Tel Aviv, Israele Terra rossa Singolare - Doppio                     | Dorothy Knode-Head 3-6 6-2 6-3                      | Carol Sherriff                 |               |                     |
| 18 ottobre | Israel International 1965 Tel Aviv, Israele Terra rossa Singolare - Doppio                     | Dorothy Knode-Head Carol Ann Prosen 6-1 6-1         | Mara Cohen-Mintz Rosengarten   |               |                     |
| 24 ottobre | Queensland Hard Court Championships 1965 Bundaberg, Australia Singolare - Doppio               | Madonna Schacht 6-2 6-2                             | Chippendale                    |               |                     |
| 24 ottobre | Queensland Hard Court Championships 1965 Bundaberg, Australia Singolare - Doppio               |                                                     |                                |               |                     |
| 24 ottobre | Australian Hard Court Championships 1965 Sydney, Australia Terra rossa Singolare - Doppio      | Lesley Turner Bowrey 7-5 6-3                        | Margaret Smith-Court           |               |                     |
| 24 ottobre | Australian Hard Court Championships 1965 Sydney, Australia Terra rossa Singolare - Doppio      | Lesley Turner Bowrey Margaret Smith-Court 6-4 9-7   | Joan Gibson Caroline Langsford |               |                     |
| 30 ottobre | Carlyon Bay Indoors 1965 St. Austell, Gran Bretagna Campo indoor Singolare - Doppio            | Ann Haydon Jones 7-5 6-2                            | Virginia Wade                  |               |                     |
| 30 ottobre | Carlyon Bay Indoors 1965 St. Austell, Gran Bretagna Campo indoor Singolare - Doppio            | Ann Haydon Jones Jill Mills 6-2 6-4                 | Judy Congdon Virginia Wade     |               |                     |

## Novembre
| Settimana   | Torneo                                                                                  | Vincitore                                             | Finalista                                   | Semifinalisti | Eliminati ai quarti |
| ----------- | --------------------------------------------------------------------------------------- | ----------------------------------------------------- | ------------------------------------------- | ------------- | ------------------- |
| 7 novembre  | Argentina International Championships 1965 Buenos Aires, Argentina Singolare - Doppio   | Nancy Richey 6-2 6-4                                  | Norma Baylon                                |               |                     |
| 7 novembre  | Argentina International Championships 1965 Buenos Aires, Argentina Singolare - Doppio   | Annette Van Zyl Norma Baylon 6-4 6-3                  | Nancy Richey Françoise Dürr                 |               |                     |
| 7 novembre  | Queensland Championships 1965 Brisbane, Australia Singolare - Doppio                    | Margaret Smith-Court 6-2 6-3                          | Lesley Turner Bowrey                        |               |                     |
| 7 novembre  | Queensland Championships 1965 Brisbane, Australia Singolare - Doppio                    | Margaret Smith-Court Lesley Turner Bowrey 6-4 4-6 6-2 | Judy Tegart-Dalton Carole Caldwell Graebner |               |                     |
| 8 novembre  | Palace Hotel Covered Court Championships 1965 Torquay, Gran Bretagna Singolare - Doppio | Ann Haydon Jones 6-1 6-1                              | Patricia McClenaughan-Faulkner              |               |                     |
| 8 novembre  | Palace Hotel Covered Court Championships 1965 Torquay, Gran Bretagna Singolare - Doppio | Ann Haydon Jones Angela Mortimer 6-2 6-3              | Rita Bentley Patricia McClenaughan-Faulkner |               |                     |
| 14 novembre | Bermuda Championships 1965 Hamilton, Bermuda Singolare - Doppio                         | Alice Luthy-Tym 6-4 7-5                               | Kay Hubbell                                 |               |                     |
| 14 novembre | Bermuda Championships 1965 Hamilton, Bermuda Singolare - Doppio                         | Bev Baker Fleitz Jean French 6-3 6-1                  | Charlotte Lee Kay Hubbell                   |               |                     |
| 15 novembre | Perth Spring Tournament 1965 Perth, Australia Singolare - Doppio                        | Lesley Hunt 8-6 6-4                                   | Gwenda Don                                  |               |                     |
| 15 novembre | Perth Spring Tournament 1965 Perth, Australia Singolare - Doppio                        |                                                       |                                             |               |                     |
| 20 novembre | Coral Beach Invitation 1965 Hamilton, Bermuda Singolare - Doppio                        | Alice Luthy-Tym 6-3 6-0                               | Kay Hubbell                                 |               |                     |
| 20 novembre | Coral Beach Invitation 1965 Hamilton, Bermuda Singolare - Doppio                        |                                                       |                                             |               |                     |
| 22 novembre | New South Wales Championships 1965 Sydney, Australia Singolare - Doppio                 | Margaret Smith-Court 6-2 6-2                          | Nancy Richey                                |               |                     |
| 22 novembre | New South Wales Championships 1965 Sydney, Australia Singolare - Doppio                 | Margaret Smith-Court Lesley Turner Bowrey 6-3 8-6     | Nancy Richey Carole Caldwell Graebner       |               |                     |

## Dicembre
| Settimana   | Torneo                                                                            | Vincitore                                                     | Finalista                                 | Semifinalisti | Eliminati ai quarti |
| ----------- | --------------------------------------------------------------------------------- | ------------------------------------------------------------- | ----------------------------------------- | ------------- | ------------------- |
| 1º dicembre | Campeonato Bolivarino 1965 Guayaquil, Ecuador Terra rossa Singolare - Doppio      | Polita Palacios 0-6 7-5 6-2                                   | Virginia Caceres                          |               |                     |
| 1º dicembre | Campeonato Bolivarino 1965 Guayaquil, Ecuador Terra rossa Singolare - Doppio      | Maria Eugenia Guzman Wright Smithe 7-5 6-2                    | Virginia Caceres Ada Cowan                |               |                     |
| 5 dicembre  | Scottish Covered Court Championships 1965 Largs, Gran Bretagna Singolare - Doppio | Winnie Shaw 5-7 6-2 6-3                                       | Joyce Barclay Williams                    |               |                     |
| 5 dicembre  | Scottish Covered Court Championships 1965 Largs, Gran Bretagna Singolare - Doppio |                                                               |                                           |               |                     |
| 5 dicembre  | Victorian Championships 1965 Melbourne, Australia Singolare - Doppio              | Margaret Smith-Court 5-7 6-3 6-2                              | Nancy Richey                              |               |                     |
| 5 dicembre  | Victorian Championships 1965 Melbourne, Australia Singolare - Doppio              | Carole Caldwell Graebner Nancy Richey 3-6 6-4 6-3             | Margaret Smith-Court Lesley Turner Bowrey |               |                     |
| 5 dicembre  | Coupe Albert Canet 1965 Parigi, Francia Campo indoor Singolare - Doppio           | Jeanine Lieffrig 11-9 6-4                                     | Rosa Maria Reyes Darmon                   |               |                     |
| 5 dicembre  | Coupe Albert Canet 1965 Parigi, Francia Campo indoor Singolare - Doppio           | Rosa Maria Reyes Darmon Reyes 7-5 6-1                         | Cristiani Anne-Marie Rouchon              |               |                     |
| 11 dicembre | Stalybridge Tournament 1965 Stalybridge, Gran Bretagna Singolare - Doppio         | Joyce Barclay-Williams-Hume 10-8 6-3                          | Robin Blakelock-Lloyd                     |               |                     |
| 11 dicembre | Stalybridge Tournament 1965 Stalybridge, Gran Bretagna Singolare - Doppio         | Joyce Barclay-Williams-Hume Robin Blakelock-Lloyd 6-3 3-6 6-3 | Cullen Smith Sally Holdsworth             |               |                     |
| 12 dicembre | South Australian Championships 1965 Adelaide, Australia Singolare - Doppio        | Nancy Richey 8-6 6-2                                          | Lesley Turner Bowrey                      |               |                     |
| 12 dicembre | South Australian Championships 1965 Adelaide, Australia Singolare - Doppio        | Lesley Turner Bowrey Judy Tegart-Dalton 7-5 6-2               | Elizabeth Fenton Madonna Schacht          |               |                     |
| 30 dicembre | Asian Championships 2 1965 Calcutta, India Singolare - Doppio                     | Tiiu Soome                                                    | Carol Ann Prosen                          |               |                     |
| 30 dicembre | Asian Championships 2 1965 Calcutta, India Singolare - Doppio                     | Tiiu Soome Carol Ann Prosen                                   | Begu Khan Suraiya                         |               |                     |
| 31 dicembre | Royal South Yarra Tournament 1965 Melbourne, Australia Singolare - Doppio         | Deidre Catt 4-6 6-2 6-0                                       | Ann Jenkins                               |               |                     |
| 31 dicembre | Royal South Yarra Tournament 1965 Melbourne, Australia Singolare - Doppio         |                                                               |                                           |               |                     |